# Куйтун (город, Китай)
Куйтунь (уйг. كۈيتۇن شەھىرى / Köytün‎, кит. упр. 奎屯, пиньинь Kuítún, монг. Хүйтэн) — городской уезд в Или-Казахском автономном округе Синьцзян-Уйгурского автономного района КНР.

## География
На севере и юге Куйтунь граничит с территорией городского округа Карамай, на востоке и западе — с округом Чугучак.

## Топонимика
В переводе с монгольского название Куйтун (монг. хүйтэ(н)) означает «мороз», «холод».

## История
В 1884 году военными властями Синьцзяна в этих местах была создана почтовая станция. После Синьхайской революции с 1913 года эти земли вошли в состав уезда Усу в качестве деревни Куйтунь (одной из девяти деревень уезда). После образования КНР в августе 1950 года была проведена реорганизация административного деления, и Куйтунь стал 1-й волостью 2-го района уезда Усу. С марта 1957 года в Куйтуне разместилась одна из частей Синьцзянского производственно-строительного корпуса.
В 1958 году Куйтунь был выделен из уезда Усу и передан в состав новообразованного городского уезда Карамай. 25 марта 1975 года Синьцзянский производственно-строительный корпус был расформирован, и занимаемые его частями территории были переданы под управление местных властей. 
29 августа 1975 года указом Госсовета КНР был создан городской уезд Куйтунь, который был выведен из состава городского уезда Карамай округа Чугучак и подчинён напрямую правительству Или-Казахского автономного округа. 
10 сентября 1975 года из Кульджи в Куйтунь была перенесена  столица Или-Казахского автономного округа.
В октябре 1979 года столица Или-Казахского автономного округа была возвращена из Куйтуни в Кульджу. 
В декабре 1981 года был воссоздан Синьцзянский производственно-строительный корпус.

## Административное деление
Городской уезд Куйтунь делится на 5 уличных комитетов и 1 волость.

## Экономика
В городе развиты текстильная, швейная и пищевая промышленность.